# Goldfish (südafrikanische Band)

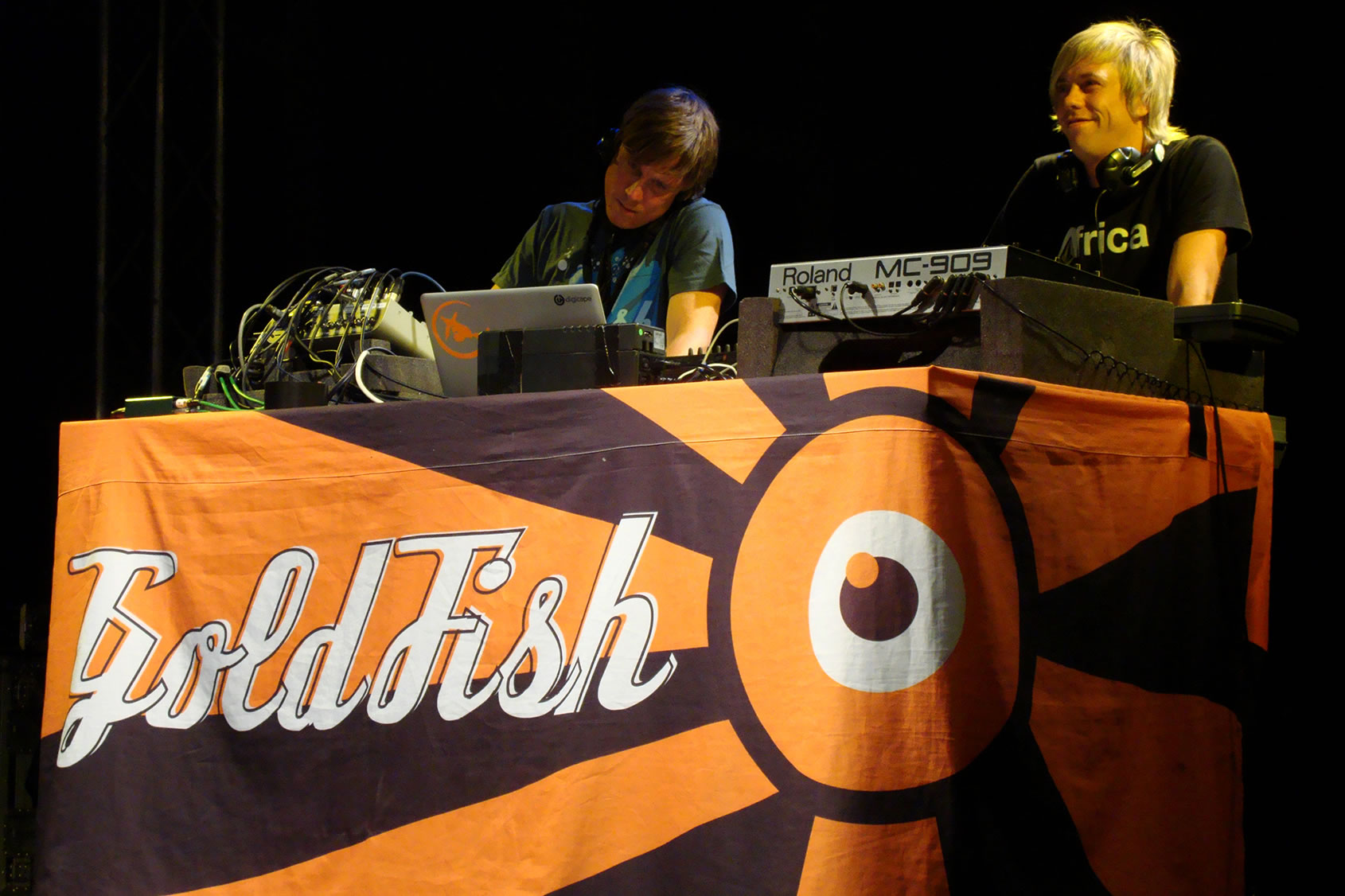
Goldfish (2009)

Goldfish ist eine südafrikanische Musikgruppe aus Kapstadt.

## Musik
Die Mitglieder David Poole und Dominic Peters sind beide studierte Jazz-Musiker. Sie verbinden Elemente aus Jazz, Funk, Dance und afrikanische Klänge mit elektronischen Beats. Ihr Debütalbum Caught in the Loop bot eine Mischung aus chilligen Songs und Tanztracks. Live tritt die Band „härter“ auf als auf CD; bei ihren Auftritten kommen neben elektronischen Instrumenten wie Sampler, Groovebox und Effektgeräten auch Saxophon, Keyboard, Kontrabass und Querflöte zum Einsatz. David Poole singt auch, das Duo arbeitete jedoch bereits mit verschiedenen anderen Sängern, wie Sakhile Moleshe, Max Vidima, Monique Hellenberg und Hlulani Hlangwane zusammen.
Goldfish trat außerdem für viele internationale Bands als Vorgruppe auf, z. B. für Basement Jaxx, Faithless, Fatboy Slim, Mr Scruff, Audio Bullys, Paul van Dyk, Pete Tong und Stereo MCs. Sie tourten z. B. schon durch Japan und Dubai und traten bei der Verleihung des Werbe-Oscars Goldener Löwe in Cannes auf.
In der Werbung für den Kia Soul war ihr Lied Fort Knox zu hören.

## Auszeichnungen und Nominierungen
Im Jahr 2009 stellte Goldfish mit acht Nominierungen einen neuen Rekord bei den South Africa Music Awards  auf, darunter waren die Nominierungen für „Bestes Duo oder Gruppe“, „Album des Jahres“ und „Bestes Dance Album“.
Bei den MTV Africa Music Awards 2008 wurden sie für die Kategorie „Best Alternative“ nominiert.

## Diskographie
- Caught in the Loop (2006)
- Pure Pacha (2008)
- Perceptions of Pacha (2008)
- Perceptions of Pacha Remixes (2009)
- Get Busy Living (2010)
- We Come Together remix single (2011)
- Get Busy Living Remixes (2012)
- Goldfish (2012)
- Three Second Memory (2013)
- Late Night People (2017)